# Corydoras acrensis
Corydoras acrensis Nijssen, 1972 è un pesce d'acqua dolce appartenente alla famiglia Callichthyidae.

## Distribuzione e habitat
Proviene dal Brasile, dove è endemico del bacino del fiume Juruá.

## Descrizione
È un pesce di piccole dimensioni, che non supera i 3 cm. Il corpo è compresso sui lati e sull'addome, e ha una colorazione rosa-grigiastra con piccole macchie nere presenti anche sulle pinne. Una macchia scura più ampia si trova sulla pinna dorsale.

## Biologia

### Comportamento
Forma piccoli gruppi.

### Alimentazione
Ha dieta onnivora.

### Riproduzione
Si riproduce probabilmente come le altre specie del suo genere: le uova vengono fecondate mentre si trovano tra le pinne pelviche della femmina.

## Acquariofilia
Anche se non è una specie molto conosciuta ed è rara in commercio può essere allevata in acquario.